# Yarmouth Port (Massachusetts)
Yarmouth Port es un lugar designado por el censo ubicado en el condado de Barnstable en el estado estadounidense de Massachusetts. En el Censo de 2010 tenía una población de 5.320 habitantes y una densidad poblacional de 317,82 personas por km².

## Geografía
Yarmouth Port se encuentra ubicado en las coordenadas 41°42′25″N 70°13′16″O / 41.70694, -70.22111. Según la Oficina del Censo de los Estados Unidos, Yarmouth Port tiene una superficie total de 16.74 km², de la cual 15.59 km² corresponden a tierra firme y (6.85%) 1.15 km² es agua.

## Demografía
Según el censo de 2010, había 5.320 personas residiendo en Yarmouth Port. La densidad de población era de 317,82 hab./km². De los 5.320 habitantes, Yarmouth Port estaba compuesto por el 96.8% blancos, el 0.53% eran afroamericanos, el 0.24% eran amerindios, el 0.81% eran asiáticos, el 0.02% eran isleños del Pacífico, el 0.58% eran de otras razas y el 1.02% pertenecían a dos o más razas. Del total de la población el 1.17% eran hispanos o latinos de cualquier raza.